# Alle Vögel sind schon da

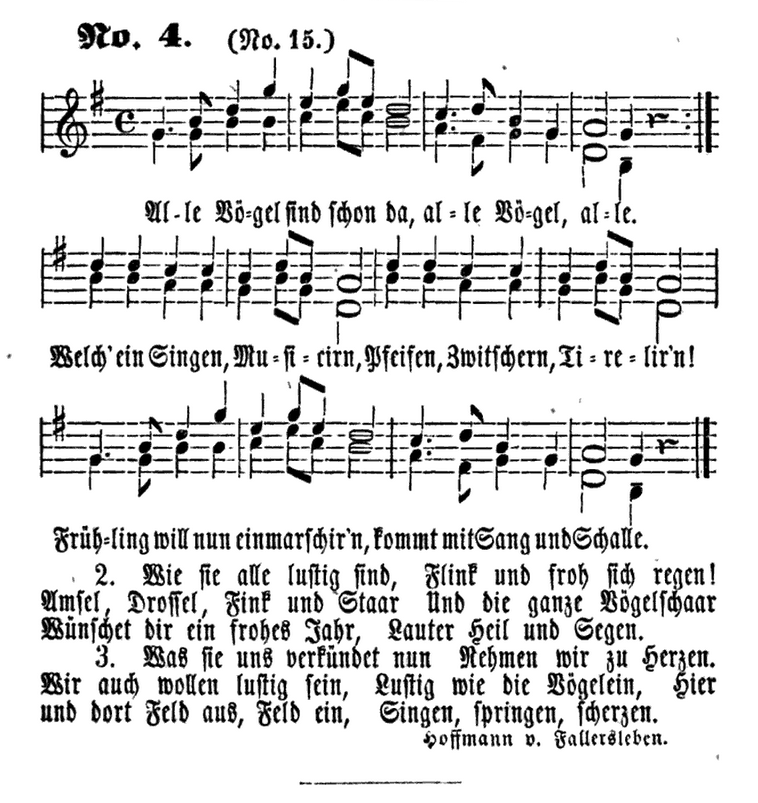
Texte et notes de Nos chansons, Agence de la maison Rauhes, Hambourg 1861, 3e édition.

Alle Vögel sind schon da (en français : « Tous les oiseaux sont déjà là ») est une célèbre chanson enfantine allemande. Le texte a été écrit en 1835 par Hoffmann von Fallersleben, et publié en 1837. La même année paraît un premier arrangement musical, signé Ernst Richter (1805-1876).
Le texte avec la mélodie qu'on chante actuellement est publiée pour la première fois en 1844 sous le titre Frühlingslied (« Chanson de printemps ») dans un recueil de chansons du Rauhes Haus, une maison d'accueil pour enfants à Hambourg. Cet air, dont le compositeur est inconnu, était déjà utilisé au XVIIIe siècle dans la chanson populaire Nun so reis ich weg von hier
En 1847, la chanson apparaît dans la compilation Quarante chansons pour enfants de Hoffmann von Fallersleben, avec un accompagnement au piano de Marie Nathusius. Un titre alternatif est Alle Vöglein sind schon da.

## Texte
Alle Vögel sind schon da,

alle Vögel, alle.

Welch ein Singen, Musiziern,

Pfeifen, Zwitschern, Tiriliern!

Frühling will nun einmarschiern,

kommt mit Sang und Schalle.

Wie sie alle lustig sind,

flink und froh sich regen!

Amsel, Drossel, Fink und Star

und die ganze Vogelschar

wünschen dir ein frohes Jahr,

lauter Heil und Segen.

Was sie uns verkünden nun,

nehmen wir zu Herzen:

Wir auch wollen lustig sein,

lustig wie die Vögelein,

hier und dort, feldaus, feldein,

singen, springen, scherzen.
Tous les oiseaux sont déjà là,

tous les oiseaux, tous.

Que de chants, que de musique,

De sifflets, de gazouillis, de trilles!

Le printemps veut arriver maintenant,

il vient avec son chant et son bruit.

Comme ils sont tous joyeux,

ils remuent, vifs et gais !

Merle, grive, pinson et étourneau

et toute la volée d'oiseaux

te souhaitent une bonne année,

grande paix et bénédiction.

Ce qu'ils nous annoncent maintenant

nous va droit au cœur :

Nous voulons aussi être joyeux,

joyeux comme les petits oiseaux,

ici et là, dans les champs et hors des champs,

chanter, sauter, plaisanter.

## Liens Web
- Informations sur l'histoire de la chanson et la mélodie
- Alle Vögel sind schon da dans le projet de chanson de Carus-Verlag et SWR2